# Гленн Гульд
Гленн Герберт Гульд (англ. Glenn Herbert Gould, нар. 25 вересня 1932 — пом. 4 жовтня 1982) — канадський піаніст, відомий завдяки своїм інтерпретаціям музики Й. С. Баха.

## Біографія
Народився в Торонто в сім'ї музикантів. З десяти років відвідував класи Торонтонської консерваторії, студію́ючи гру на фортепіано в Альберто Герреро і в Фредеріка Сільвестра на органі.
У 1945 році Гульд вперше виступив перед публікою як органіст, наступного року вперше зіграв з оркестром 4-й концерт Бетховена, в 1947 році виступив з першим сольним концертом. Незабаром він став відомим по всій Канаді завдяки своїм виступам на радіо і телебаченні. У цей же час він почав компонувати музику. У 1955 дебютував з концертами в США і вже після перших виступів йому запропонувала контракт компанія звукозапису «Columbia Records». Перший його запис — Гольдберг-варіації Й. С. Баха (1956) — приніс піаністові успіх.
У 1957 році Гульд здійснив гастрольну поїздку в СРСР, ставши першим північноамериканським музикантом, що виступав у Радянському Союзі після закінчення Другий світової війни. На цих концертах звучала музика Й. С. Баха і Л. Бетховена, яка багато років до цього не виконувалися в СРСР, твори Шенберга і Берга. 10 квітня 1964 року Гленн Гульд дав у Лос-Анджелесі свій останній концерт, після чого назавжди відмовився від публічних виступів і зосередився на студійних записах та виступах по радіо. Ґульд знявся в декількох документальних фільмах, присвячених його творчості, для французького, німецького та канадського телебачення.

## Творчість

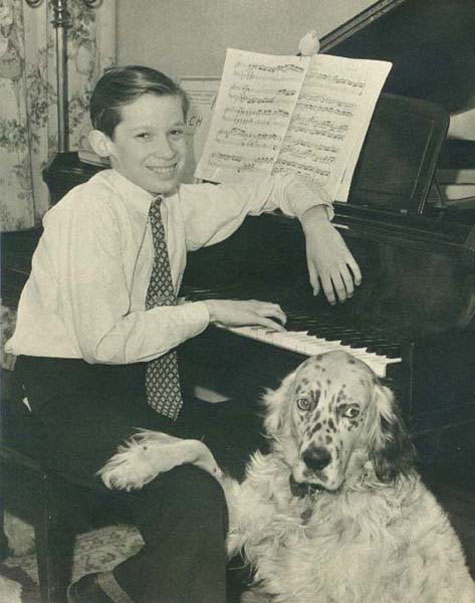
Юний Гленн Гульд 1940 року

Репертуар Гульда був досить широким, із тяжінням до композиторів-авангардистів початку XX століття. Високу оцінку отримав зроблений Ґульдом повний запис фортепіанних творів Шенберга; він записав ряд рідкісних фортепіанних творів Сібеліуса,  Ріхарда Штрауса, Гіндеміта. У той же час до деяких найбільших класиків фортепіанної музики Ґульд висловлював дуже скептичне ставлення — зокрема, він неодноразово заявляв про свою нелюбов до музики В. А. Моцарта і Ф. Шопена (хоча в його репертуарі вони були обидва). Найбільше Г.Гульд виконував «Гольдберг-варіації», здійснивши два записи цього твору — в 1955 і 1981 роках. З композиторів добахівської ери Ґульд понад усе цінував Орландо Гіббонса, називаючи його своїм улюбленим автором.
Гленн Гульд мав видатну піаністичну техніку, яку прийнято частково пов'язувати з його особливим способом сидіння: Гульд вважав, що дуже низька позиція над інструментом дозволяє йому повніше контролювати клавіатуру. Ґульд славився чіткістю туше навіть при дуже високих темпах, особливо в поліфонічних творах. У той же час Гульд був різким противником розважально-віртуозного підходу до музики, розуміючи музикування як духовний та інтелектуальний пошук. Можливо, з ідеєю пошуку пов'язана і відома здатність Ґульда пропонувати щоразу різні трактування одного і того ж музичного матеріалу.
Крім записів, Ґульд залишив після себе кілька оригінальних творів, зокрема сонату для фортепіано, сонату для фагота і фортепіано і струнний квартет; ці твори продовжують традицію Шенберга і Другої віденської школи.
Крім того, Ґульд сам писав тексти супровідних буклетів до багатьох своїх записів, виявляючи в цих текстах своєрідний гумор (зокрема, вводячи до них різноманітних вигаданих музикантів).

## Цікаві факти
Ґленн Ґульд славився своєю ексцентричністю. Він, наприклад, мав звичку мугикати чи наспівувати собі під ніс під час виконання, створюючи певні складнощі звукорежисерам своїх записів; сам Ґульд говорив, що це відбувається з ним несвідомо і тим сильніше, чим гірше даний інструмент служить його виконавчим завданням. Ґульд відмовлявся грати інакше як сидячи на одному і тому ж старому стільці, зробленому його батьком (тепер цей стілець виставлений в Національній бібліотеці Канади під скляним ковпаком). Ґульд дуже боявся застуди і навіть у теплу погоду не знімав пальта і рукавичок. Ці та інші дивні речі в характері і поведінці Ґульда дозволили кільком фахівцям вже після його смерті припустити, що великий піаніст страждав нейропсихологічним захворюванням, що дістало назву Синдром Аспергера (за життя Гульда ця хвороба ще не була виділена).

## Нагороди та визнання

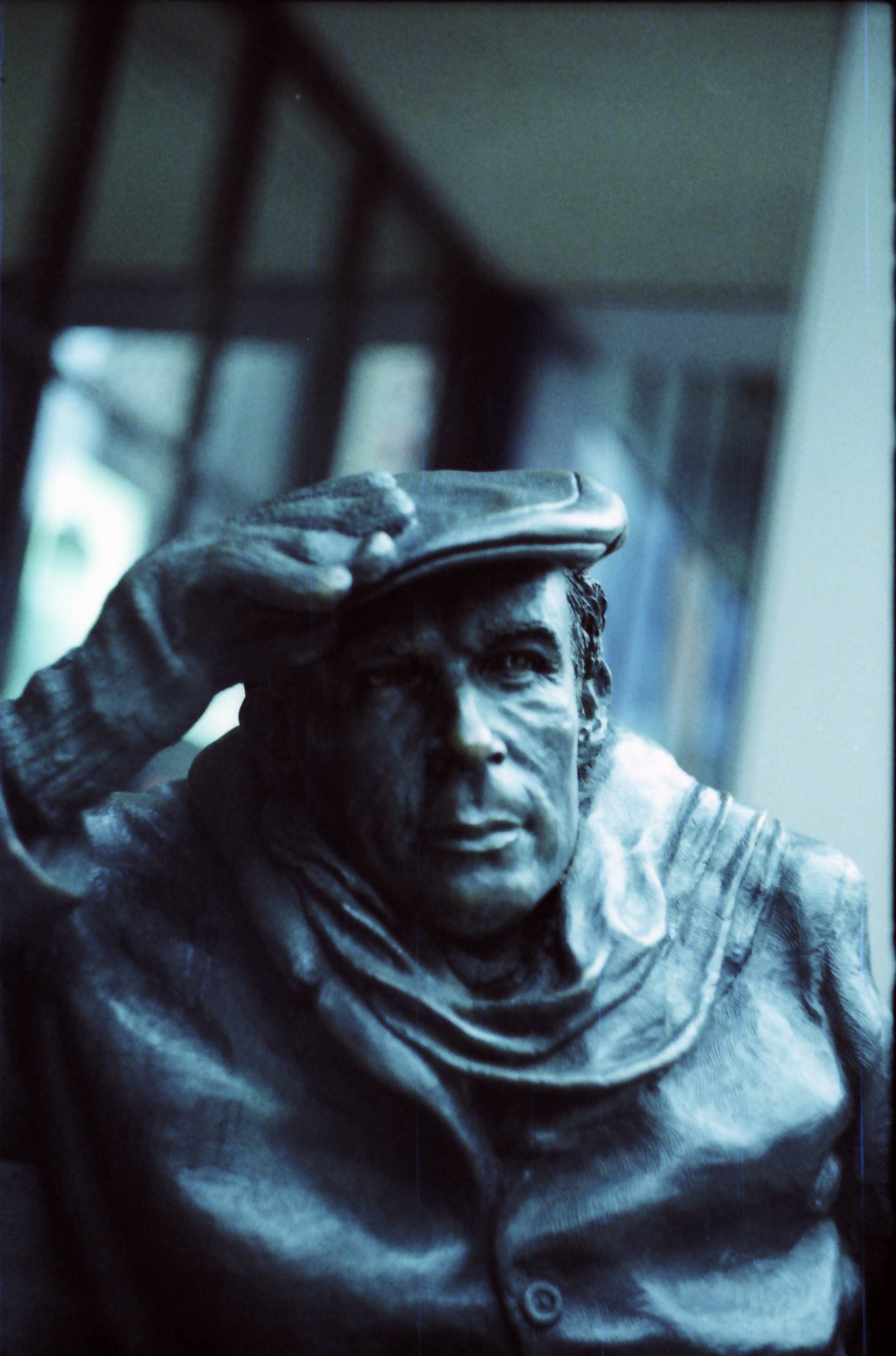
Статуя Г. Ґульда в Торонто

Попри те, що Ґульд не любив змагатися в музиці, він отримав багато нагород до і після своєї смерті. Зокрема, Ґленн Ґульд чотири рази був удостоєний премії «Греммі»:
- 1974 — Як автор супровідного тексту до свого запису всіх фортепіанних сонат Пауля Гіндеміта.
- 1983 — Його запис «Ґольдберг-варіацій» отримала дві премії «Греммі» («Найкраще інструментальне виконання сольним виконавцем без оркестру» та «Найкращий класичний альбом»).
- 1984 — Удостоєний премії Греммі за «найкраще інструментальне виконання сольним виконавцем без оркестру» (за виконання фортепіанних сонат Бетховена).
- 2013 — Удостоєний премії Греммі «за видатні досягнення (Lifetime Achievement)» (за великий внесок в індустрію звукозапису).

У 1983 році він був внесений до Канадського музичного залу слави. У 1983 році в Торонто для того, щоб вшанувати Ґульда і зберегти пам'ять про нього, була заснована організація «Glen Gould Foundation». Крім іншого, ця організація раз на три роки вручає престижну премію Ґленна Ґульда.
Іменем Ґленна Ґульда названа школа в Торонто (англ. The Glenn Gould School) і Студія (англ. Glenn Gould Studio).
На його честь названо також астероїд 29565 Ґленнґульд

## В масовій культурі
Музика Ґлена Ґульда та відеозапис його виступу використовується в артхаусному кінофільмі Ларса фон Трієра «Дім, який побудував Джек».